# Irma Pavone Grotta
Irma Pavone Grotta (Livorno, 1900 – Livorno, 1972) è stata un'illustratrice, grafica e xilografa italiana.

## Biografia
Irma Pavone grafica, acquafortista, xilografa e illustratrice livornese, è stata allieva di Adolfo Tommasi e di Raoul Dal Molin Ferenzona.
La sua arte grafica, collocata fra il naturalismo ottocentesco ed il Simbolismo, è stata impegnata nel processo di rinascita e di aggiornamento della xilografia italiana, operato agli inizi del XX secolo dalla rivista L’Eroica di La Spezia, diretta da Ettore Cozzani.
Nel medesimo campo di attività ha collaborato anche alla rivista Xilografia diretta da Nonni.
Oltre all’attività prettamente artistica negli stessi anni si è impegnata nell’ambito della battaglia per l’emancipazione femminile.
Nel 2014 la città di Collesalvetti (LI) ha ricordato la sua arte, con una mostra comprendente oltre sessanta xilografie.